# 24224 Matthewdavis
24224 Matthewdavis è un asteroide della fascia principale. Scoperto nel 1999, presenta un'orbita caratterizzata da un semiasse maggiore pari a 3,0680510 UA e da un'eccentricità di 0,0666104, inclinata di 9,08269° rispetto all'eclittica.